# Platypalpus kamtschaticus
Platypalpus kamtschaticus är en tvåvingeart som beskrevs av Frey 1943. Platypalpus kamtschaticus ingår i släktet Platypalpus och familjen puckeldansflugor. Inga underarter finns listade i Catalogue of Life.